# Unione Magistrale Nazionale
L'Unione Magistrale Nazionale fu un'organizzazione sindacale degli insegnanti operante in Italia dal 1901 al 1925.

## Storia
L'Unione Magistrale Nazionale fu fondata nel 1901 per iniziativa di un gruppo di riviste scolastiche e grazie all’impegno del radicale Luigi Credaro, cui fu conferita la presidenza. Inizialmente chiamata Unione Nazionale delle Maestre e dei Maestri Italiani, fu la prima organizzazione in Italia di tipo sindacale, che si professava al di sopra di finalità politiche e religiose, volta al miglioramento intellettuale, morale e materiale dei maestri e alla diffusione dell'istruzione elementare. L'Unione concretamente operò per il miglioramento economico della classe insegnante, con l'aumento dello stipendio che si voleva collegato agli anni dell'obbligo scolastico, alla frequenza degli scolari, alla varietà delle materie, al valore della scuola e del maestro, con la definizione dello stato giuridico del personale, con la riforma del trattamento pensionistico. Attraverso stretti contatti con gli ambienti ministeriali e le alte sfere dell’amministrazione l’Unione permise il varo della legge Daneo-Credaro 4 giugno 1911 n. 487 con la quale il finanziamento delle scuole non fu più a carico dei comuni, come previsto dalla legge Casati del 1859, ma dello Stato .
L’Unione Magistrale Nazionale raccolse l’adesione della maggioranza degli insegnanti, divenne la principale organizzazione di colletti bianchi dell’Italia giolittiana .
L'orientamento sempre più laico assunto dall'organizzazione nei congressi di Perugia (1904), Cagliari (1905) e Milano (1906), convinsero gruppi di maestri a distaccarsi e a fondare, nel 1906, un’associazione ispirata a valori cattolici, l'Associazione Magistrale Nicolò Tommaseo. Dopo la Prima guerra mondiale, il 17 aprile 1919 la componente socialista si staccò costituendo il Sindacato Magistrale Italiano
Nel dicembre 1925 L’Unione Magistrale Nazionale venne sciolta dal fascismo .